# 费志荣
费志荣（1962年4月—），男，汉族，江苏南通人，中华人民共和国政治人物，曾任国家物资储备局局长、党组书记，广西壮族自治区人民政府副主席、党组成员，现任广西壮族自治区政协副主席、党组成员。
2022年1月，当选为广西壮族自治区政协副主席。同年5月，辞去自治区人民政府副主席职务。